# セントルシアの国旗
セントルシアの国旗（セントルシアのこっき）は、1979年2月22日にセントルシアがイギリスから独立した日に制定された。国旗はセントルシアが独立する前にデザインコンテストで採用されたイギリス自治領時代の旗が元になっており、セントルシアの独立時に一部が修正された。

?現在の国旗（縦横比2:3の別タイプ）

## 歴史
1635年にフランスはセントルシア島を植民地化し、1680年に島の先住民との間に条約を締結した。イギリスとフランスがセントルシアの支配権を巡って争い、島の領有は二つの超大国の間を頻繁に行き交っていた。この状況は1814年まで続くが、1814年のパリ条約の締結によってフランスがセントルシアの恒久的な放棄をイギリスに約束し、同年にセントルシアはイギリス帝国内の直轄領となる。フランスとイギリスの植民地時代を通して、セントルシアは独自の植民地旗を持っていなかった。
1939年8月にイギリスはセントルシア独自の紋章の使用を承認する。紋章のエスカッシャンは十字を作る二本の竹の棒を備えた黒い盾で構成され、盾の四つの象限にはイングランドを象徴する2つのテューダー・ローズとフランスを象徴する2つのフルール・ド・リスが置かれていた。ブルー・エンサインを改変してセントルシアの紋章をデザインした旗が植民地の旗として使われていた。
1958年から1962年までの間、セントルシアは西インド連邦を構成していた。しかし、西インド連邦の結成は不成功に終わり、連邦が崩壊して5年後の1967年3月1日にセントルシアはイギリスの自治領となる。従来と同様にイセントルシアの外交と防衛はイギリスが責任を保持していたが、島内の事項については完全な自由統治が与えられた。セントルシア出身の芸術家ダンスタン・セントオマーが島の新しい旗を考案し、旗は自治領の成立の同日に採用される。1979年2月22日にセントルシアが独立国となったとき、国旗の全体的なデザインは自治領時代のものに大きな変更は加えられず、地に使われる青の色合いと三角形の大きさが若干変更された。しかし、主権国家となったセントルシアで正式な国旗が決定された後も、宗主国のイギリスの国旗であるユニオン・ジャックが独立を宣言する公式の式典の時まで掲げられていた。

## デザイン

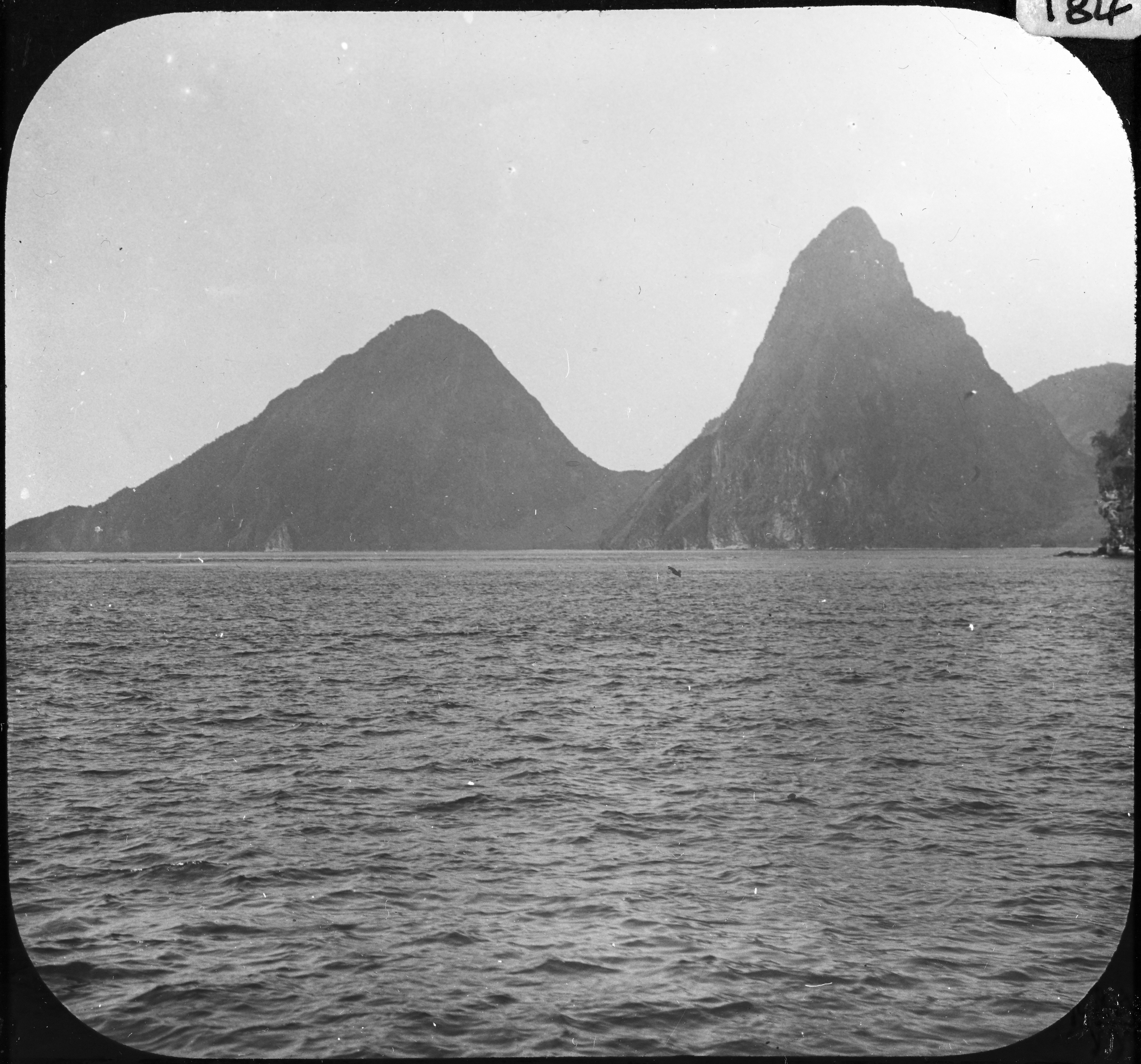
1903年当時のピトン山の写真。2つの円錐状の火山群は国旗中央に描かれた二つの三角形のモチーフとなっている

国旗の色とシンボルは文化的、政治的、地理的意味合いを持つ。青は空と海の象徴であり、特に国を囲む大西洋とカリブ海を表している。黄色は太陽の色、黄金色の海岸、繁栄を意味し、黒と白は黒人と白人の調和を示している。中央部の2つの三角形は島の南西部に位置する双子の火山であるピトン山を象徴し、「希望」の表れでもある。ピトン山を構成するグロ・ピトン山とプチ・ピトン山はセントルシアの国家的な象徴となっている。

## 国旗の変遷
| 旗 | 使用された期間    | 用途                   | 解説 |
| -- | ----------------- | ---------------------- | --- |
|    | ? 1875年 – 1939年 | ? セントルシア植民地旗 | |
|    | ? 1939年 – 1967年 | ? セントルシア植民地旗 | ? イギリスのブルー・エンサインに植民地の紋章を加えたもの。紋章は十字になった二本の竹の棒を備えた黒い盾で構成され、盾の四つの象限にはイングランドを象徴する2つのテューダー・ローズとフランスを象徴する2つのフルール・ド・リスが置かれていた。 |
|    | ? 1967年 – 1979年 | ? セントルシア自治領旗 | ? セルリアンブルーの地に黄色い三角形が置かれ、三角形の前面には白い縁取りの黒い矢印がある。 |
|    | ? 1979年 – 2002年 | ? セントルシア国旗     | ? セルリアンブルーの地に黄色い三角形が置かれ、前面には白い縁取りの黒い矢印がある。黄色の部分の面積が拡大し、矢印が狭まった。 |